# Núvols de Magalhães
Els Núvols de Magalhães són dues galàxies nanes irregulars visibles des de l'hemisferi sud. Encara que tradicionalment s'ha pensat que orbitaven al voltant de la Via Làctia, els estudis recents semblen descartar aquesta possibilitat.
El Gran Núvol de Magalhães (GNM) i el Petit Núvol de Magalhães (PNM) són els objectes de cel profund més notables de l'hemisferi sud. A l'ull nu, pareixen petits trossos que se separen de la Via Làctia.
Eren coneguts des dels temps més antics pels habitants de l'hemisferi sud. La primera menció que es conserva del Gran Núvol de Magalhães es deu a l'astrònom persa Al Sufi en el 924; en el seu llibre de les estrelles fixes, l'anomena Al Bakr (el Bou Blanc) i precisa que és invisible des del nord d'Aràbia o de Bagdad però visible des de l'estret de Bab al Màndeb a 12º15' de latitud nord.
Fou Ferran de Magalhães i la seva expedició de descobriment la que els donà a conèixer en el 1519.

## Història
Els núvols de Magalhães són coneguts des de l’antiguitat pels nadius de l'Amèrica del Sud i l'Àfrica i des del primer mil·lenni a l’Àsia occidental. Es creu que el primer esment conservat del gran núvol de Magalhães es troba en petròglifs i dibuixos de roques trobats a Xile. Poden ser també els objectes esmentats pel polímata Ibn Qutaybah (m. 889 dC) al seu llibre sobre Al-Anwā̵ ' (estacions de la Lluna en la cultura àrab prehislàmica):
وأسفل من سهيل قدما سهيل . وفى مجرى قدمى سهيل، من خلفهما كواكب زهر كبار، لا ترى بالعراق، يسميها أهل تهامة الأعبار

"I a sota de Canopus hi ha els seus peus i, a la seva extensió, darrere d’ells, hi ha grans i brillants estrelles, que no es veuen a l’Iraq, la gent de Tihama les anomena al-a‘bār".
El 964 dC l'astrònom persa Al Sufi, al seu Llibre dels estels fixos, va esmentar la mateixa cita, però amb una grafia diferent. Sota d'Argo Navis, va citar el següentː
"altres persones anònimes han afirmat que sota Canopus hi ha dues estrelles conegudes com els peus de Canopus i, sota aquestes, hi ha unes estrelles blanques i brillants que no es veuen ni a l'Iraq ni a Najd. Els habitants de Tihama les anomenen al-Baqar [vaques], i Ptolemeu no n'esmenta res d'això, de manera que no sabem si és cert o fals".
Tant Ibn Qutaybah com Al-Sufi probablement estaven citant de l'obra contemporània, avui majoritàriament perduda, del famós científic Abu Hanifa Dinawari. Abu Hanifa, per la seva banda, citava fonts anteriors, que només podien ser històries de viatgers; d’aquí els comentaris d’Al-Sufi sobre la seva veracitat.
A Europa, els núvols van ser reportats per primera vegada pels autors italians del segle xvi Pere Màrtir d'Angleria i Andrea Corsali, ambdós basats en viatges portuguesos. Posteriorment, van ser reportats per Antonio Pigafetta, que va acompanyar l'expedició de Ferran de Magalhães en la seva circumnavegació del món entre 1519-1522. Tanmateix, el nom dels núvols com a Magalhães no es va generalitzar fins molt més tard. A la Uranometria de Bayer hi apareixen amb els noms de nubecula major i nubecula minor. Al mapa estel·lar de l'astrònom francès Lacaille de 1756, es designen com a Grand Nuage i Petit Nuage ("gran núvol" i "petit núvol").
John Herschel va estudiar els núvols de Magalhães des de Sud-àfrica i va escriure un informe el 1847 que detallava 919 objectes al Gran Núvol de Magalhães i 244 objectes al Petit Núvol de Magalhães. El 1867 Cleveland Abbe va suggerir que eren satèl·lits separats de la Via Làctia. Ejnar Hertzsprung va estimar les distàncies per primera vegada el 1913 mitjançant els càlculs que havia fet Henrietta Leavitt de les cefeides variables. La recalibració de les escales cefeides va permetre a Harlow Shapley refinar-ne les mesures, que van ser novament revisades el 1952.

## Característiques

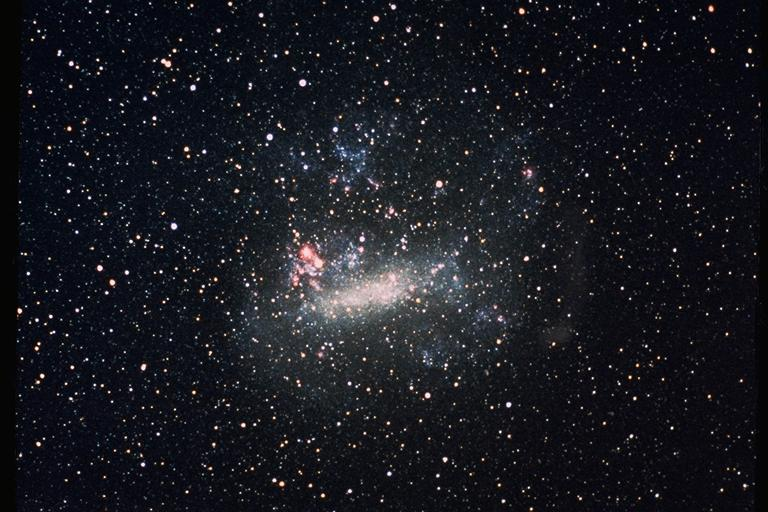
El Gran Núvol de Magalhães

El Gran Núvol de Magalhães i el seu veí, el Petit Núvol de Magalhães, són objectes conspicus a l’hemisferi sud, que semblen peces separades de la Via Làctia a simple vista. A uns 21° de distància al cel nocturn, la distància real entre ells és d'aproximadament 75.000 anys llum. Fins al descobriment de la galàxia el·líptica nana Sagitari el 1994, eren les galàxies conegudes més properes a la nostra (el 2003 es va descobrir que la galàxia nana Canis Major estava encara més a prop i avui en dia es considera la veïna més propera). El GNM es troba a uns 160.000 anys llum de distància, mentre que el PNM es troba a uns 200.000. El GNM té aproximadament el doble del diàmetre que el PNM (14.000 ly i 7.000 ly respectivament). A tall de comparació, la Via Làctia fa aproximadament 100.000 ly quadrats.

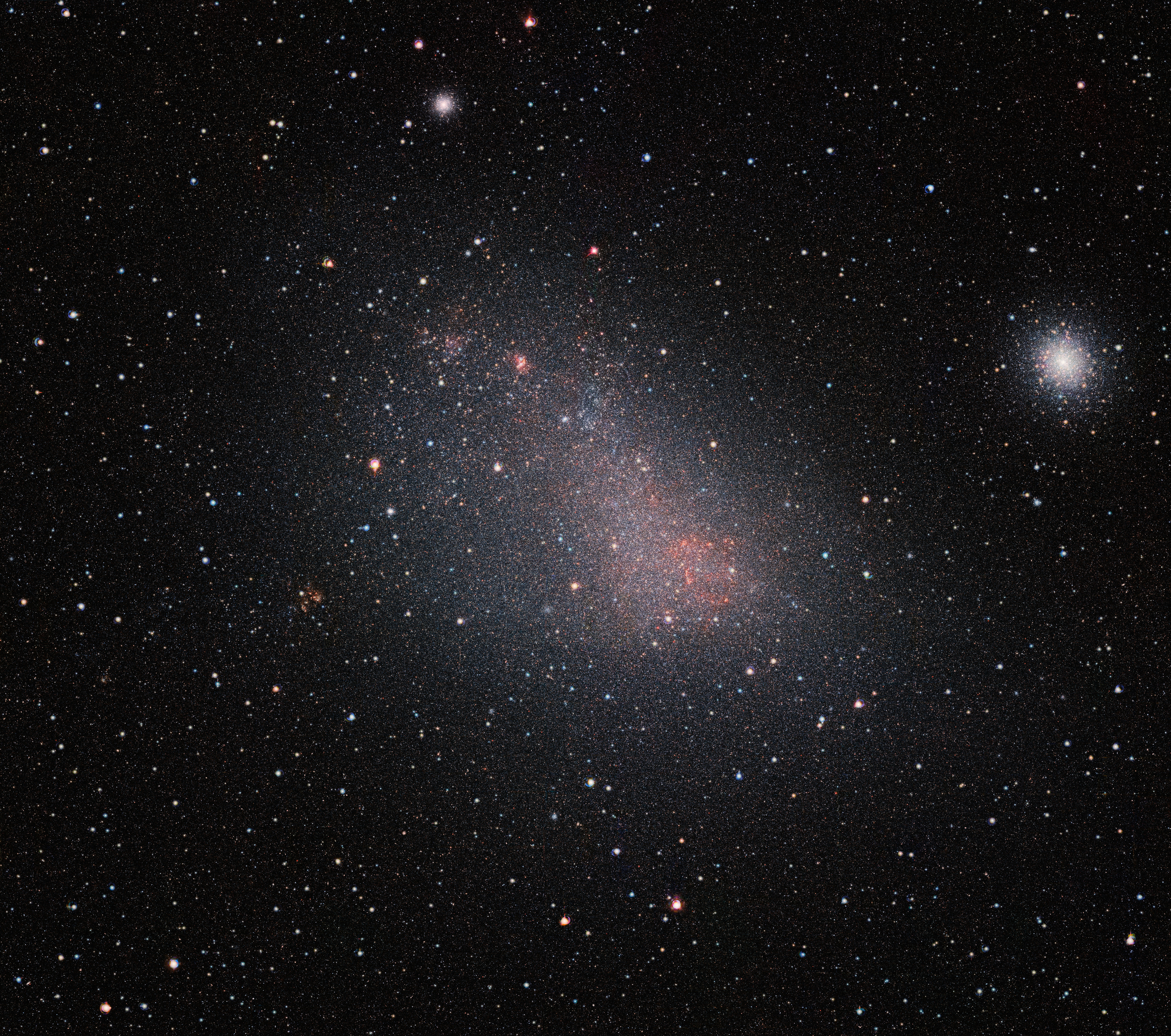
Petit Núvol de Magalhães

La massa total d’aquestes dues galàxies és incerta. Només una fracció del seu gas sembla haver-se concentrat en estrelles i probablement totes dues tenen grans halos de matèria fosca. Una estimació recent de la massa total del GNM és aproximadament 1/10 de la de la Via Làctia. Això convertiria el GNM en una gran galàxia de l’univers observable actual. Com que les mides de les galàxies relativament properes són molt esbiaixades, la massa mitjana pot ser una estadística enganyosa. En termes de rang, el GNM sembla ser el quart membre més massiu d'entre més de 50 galàxies del grup local. Suggerir que el sistema de núvols de Magalhães històricament no forma part de la Via Làctia és una evidència que el PNM ha estat en òrbita sobre el GNM durant molt de temps. El sistema de Magalhães sembla més semblant al sistema NGC 3109, que es troba al límit del grup local.
Els astrònoms han assumit durant molt de temps que els núvols de Magalhães han orbitat la Via Làctia aproximadament a les seves distàncies actuals, però l'evidència suggereix que és rar que s'aproximin tan a la Via Làctia com ara. L'observació i l'evidència teòrica suggereixen que els núvols de Magalhães s'han vist molt distorsionats per la interacció de les marees amb la Via Làctia viatjant a prop d'ella. El GNM manté una estructura espiral molt clara en imatges de radiotelescopi d’hidrogen neutre. Els corrents d’hidrogen neutre els connecten amb la Via Làctia i entre si, i ambdós s’assemblen a galàxies espirals barrades interrompudes. La seva gravetat també ha afectat la Via Làctia, distorsionant les parts externes del disc galàctic.
A part de la seva estructura diferent i la seva massa baixa, es diferencien de la nostra galàxia de dues maneres principals. Són rics en gas; una fracció més alta de la seva massa és l'hidrogen i l'heli en comparació amb la Via Làctia. També són més pobres en metalls que la Via Làctia; les estrelles més joves del GNM i del PNM tenen una metal·litat de 0,5 i 0,25 vegades la del Sol, respectivament. Tots dos es coneixen per les seves nebuloses i les seves poblacions estel·lars joves, però igual que a la nostra pròpia galàxia, les seves estrelles van des de molt joves fins a molt velles, cosa que indica una llarga història de formació estel·lar.
El Gran Núvol de Magalhães va ser la galàxia hoste d’una supernova (SN 1987A), la més brillant observada en més de quatre segles.
Les mesures amb el telescopi espacial Hubble, anunciades el 2006, suggereixen que els núvols de Magalhães poden estar movent-se massa ràpidament per ser companys a llarg termini de la Via Làctia. Si hi estiguessin en òrbita, trigarien almenys 4.000 milions d’anys en completar-la. Possiblement, doncs, estiguin en un primer acostament i estiguem assistint a l’inici d’una fusió galàctica que pot coincidir amb l'esperada fusió de la Via Làctia amb la galàxia Andròmeda (i potser la galàxia Triangulum) en el futur.
El 2019, els astrònoms van descobrir el jove cúmul estel·lar Price-Whelan 1 amb dades de la missió Gaia. El cúmul estel·lar té una baixa metal·lització i pertany al braç principal dels núvols de Magalhães. L'existència d'aquest cúmul estel·lar suggereix que el braç principal dels núvols de Magalhães es troba a 90.000 anys llum de distància de la Via Làctia, més a prop del que es pensava.

## Mini núvol de Magalhães (MNM)
Els astrofísics D. S. Mathewson, V. L. Ford i N. Visvanathan van proposar que el PNM podria estar dividir en dos, amb una secció més petita d'aquesta galàxia darrere de la part principal del núvol (tal com es veu des de la perspectiva de la Terra), i separada per uns 30.000 llum anys. Suggerixen que la raó d'això es una interacció passada amb el GNM que va dividir el PNM en les dues seccions encara avui separades. Han anomenat aquest romanent més petit el Mini Núvol de Magalhães.